# Ligne de tramway W (SNCV Groupe de Bruxelles Nord)
Ne doit pas être confondu avec Ligne de tramway W (Bruxelles, Place Rouppe).
La ligne W est une ancienne ligne du tramway vicinal de Bruxelles de la Société nationale des chemins de fer vicinaux (SNCV) qui reliait Bruxelles à Wemmel.

## Histoire
Tableaux : 1931 286A
Films types S et types N :
• W ou BW : Nord - Wemmel.
• W barré (service partiel) : Nord Rogier- Stade (boucle rue des Pivoines).
Capital 175.
9 juillet 1911 : inauguration en traction électrique.
9 octobre 1957 : mise en boucle du terminus Place Rogier.
30 septembre 1960 : fermeture du service marchandises.
31 juillet 1978 : suppression de la ligne.

### Monographies
- Association ferroviaire des cheminots de Charleroi (AFCC), Les chemins de fer vicinaux dans la province de Brabant, Éditions Gérard Blanchart & Cie, 2000, 239 p. (ISBN 2-87202-016-0)

### Articles
- (en) Wim Kusee, « Tramlines in Belgium - NMVB/SNCV » [« Lignes de tramway en Belgique - SNCV/NMVB »], liste des capitaux de la SNCV, sur kusee.nl